# Gillian Gehring
Gillian Anne Gehring (* 19. Mai 1941 als Gillian Anne Murray in Nottingham) ist eine britische Physikerin. Ihr Fachgebiet ist der Magnetismus.

## Leben
Gillian Murray wurde am 19. Mai 1941 in Nottingham geboren. 1959 begann sie ein Physikstudium an der Universität Manchester, wo sie 1962 ihr Grundstudium als Bachelor of Science (BSc) abschloss. Anschließend wechselte sie an die Universität Oxford, wo sie ihre Doktorarbeit bei Walter Marshall zu magnetischer Kernresonanz und niederenergetischen Spinwellen in ferromagnetischen Legierungen anfertigte. 1965 wurde sie zum Ph.D. in theoretischer Physik promoviert.
Nach Postdoc-Stellen 1965 bis 1967 am St Hugh’s College in Oxford und 1967 bis 1968 als NATO Research Fellow bei Charles Kittel an der University of California, Berkeley, in den USA wurde sie 1968 Dozentin in theoretischer Physik in Oxford. Ebenfalls 1968 heiratete sie den Physiker Karl A. Gehring, mit dem sie zwei 1979 und 1981 geborene Töchter hat.
Anfang der 1970er Jahre verbrachte sie Forschungsaufenthalte am Institut Laue-Langevin in Grenoble und an der Technischen Hochschule Karlsruhe.
1989 wurde sie an der University of Sheffield Professorin. Sie war damit nach Daphne Jackson die zweite Physikprofessorin im Vereinigten Königreich. 2006 wurde sie emeritiert. Auch danach arbeitete sie sehr aktiv weiter. 2006 und erneut 2012 war sie Leverhulme Emeritus Fellow. Noch 2015 war sie die einzige Frau, die an der Universität Sheffield auf eine Physikprofessur berufen worden war.

## Wirken
Gillian Gehrings Fachgebiet ist der Magnetismus, den sie sowohl mit theoretischen als auch mit experimentellen Methoden untersucht hat. Sie leistete wesentliche Beiträge in diesem Bereich, insbesondere zur Theorie der Effekte schwerer Fermionen in Seltenen Erden, der Renormierungsgruppe der Dichtematrix sowie zum kooperativen Jahn-Teller-Effekt. Im späteren Verlauf ihrer Karriere erforschte sie den Spin-Seebeck-Effekt, die magnetischen Eigenschaften reiner und dotierter Oxide und Phasenübergänge in weicher Materie, die mithilfe von Pseudospins beschrieben werden können.
Zudem war sie maßgeblich in der Förderung von Frauen in Karrieren in der physikalischen Forschung tätig. Als zweite Frau im ganzen Vereinigten Königreich, die eine Professur in Physik erreichte, erlangte sie Vorbildfunktion für Frauen in dem Fach.

## Ehrungen und Auszeichnungen
2005 wurde Gehring wegen ihrer „Verdienste um Physik und Gleichstellung“ zum Officer of the British Empire ernannt. 2009 verlieh die wissenschaftliche Gesellschaft Institute of Physics ihr die Mott-Medaille für ihre Arbeiten zum Magnetismus und ernannte sie zum Honorary Fellow. Sie ist eines von etwa 20 Ehrenmitgliedern der European Physical Society. 1994 verlieh die University of Salford ihr die Ehrendoktorwürde; 2012 folgte die Universität Sheffield und 2013 die University of Hull.

## Publikationen
Die Literatur- und Zitationsdatenbank Web of Science weist Gillian Gehring als Autorin bzw. Mitautorin von über 230 Fachartikeln aus dem Zeitraum 1970 bis 2022 mit insgesamt über 7000 Zitationen und einem h-Index von 34 aus.

### Fachartikel (Auswahl)
- G. A. Gehring, K. A. Gehring: Co-operative Jahn-Teller effects. In: Reports on Progress in Physics. Band 38, Nr. 1, 1975, S. 1–90, doi:10.1088/0034-4885/38/1/001.
- R. Bursill, G. A. Gehring, D. J. J. Farnell, J. B. Parkinson, Tao Xiang, Chen Zeng: Numerical and approximate analytical results for the frustrated spin- 1/2 quantum spin chain. In: Journal of Physics: Condensed Matter. Band 7, Nr. 45, 6. November 1995, S. 8605–8618, doi:10.1088/0953-8984/7/45/016.
- Parmanand Sharma, Amita Gupta, K. V. Rao, Frank J. Owens, Renu Sharma, Rajeev Ahuja, J. M. Osorio Guillen, Börje Johansson, G. A. Gehring: Ferromagnetism above room temperature in bulk and transparent thin films of Mn-doped ZnO. In: Nature Materials. Band 2, Nr. 10, Oktober 2003, S. 673–677, doi:10.1038/nmat984.
- A. J. Behan, A. Mokhtari, H. J. Blythe, D. Score, X-H. Xu, J. R. Neal, A. M. Fox, G. A. Gehring: Two Magnetic Regimes in Doped ZnO Corresponding to a Dilute Magnetic Semiconductor and a Dilute Magnetic Insulator. In: Physical Review Letters. Band 100, Nr. 4, Januar 2008, 047206, doi:10.1103/PhysRevLett.100.047206.